# دیوید پلومر (شناگر)
دیوید پلومر (به انگلیسی: David Plummer) (زادهٔ ۹ اکتبر ۱۹۸۵) شناگر اهل ایالات متحده آمریکا است.